# NGC 274

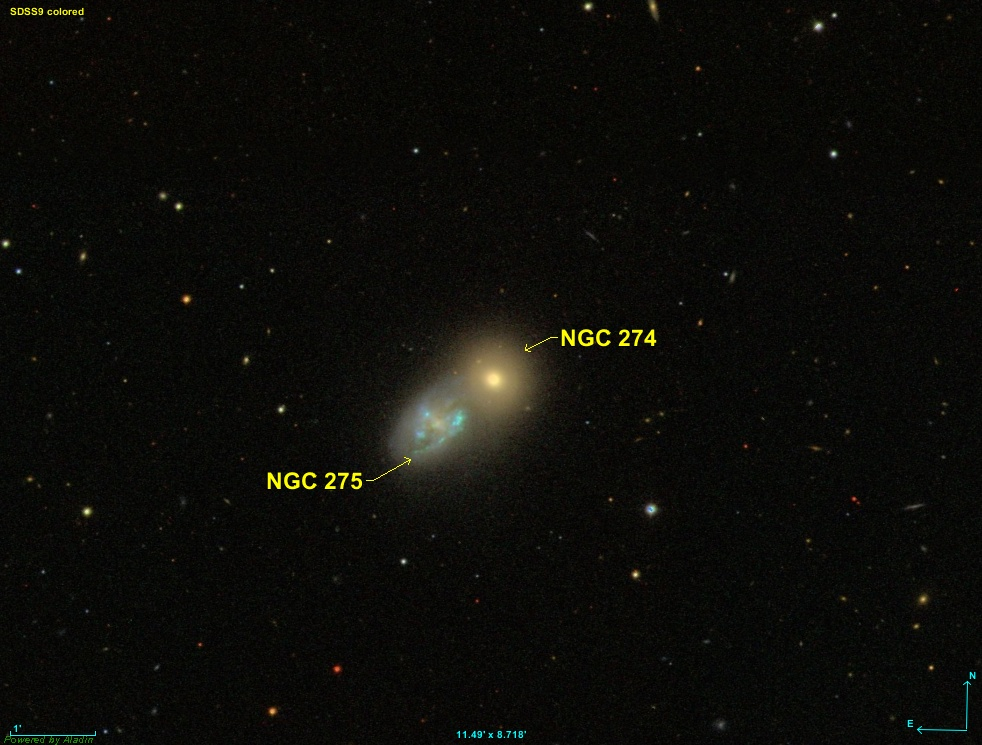

NGC 274

NGC 274 هي مجرة تتبع كوكبة قيطس. اكتشفها ويليام هيرشل في 10 سبتمبر 1785.
إنها زوج من المجرات ، والأخرى NGC 275 ، والتي تتفاعل معها حاليًا. تم اكتشافه في 10 سبتمبر 1785 من قبل ويليام هيرشل. تبعد حوالي 120 مليون سنة ضوئية.

## اقرأ أيضا
- مجرتا أرب 273
- أبل 2142

## روابط خارجية
- NGC 274 على موقع ويكي سكاي: DSS2, SDSS, GALEX, IRAS, Hydrogen α, X-Ray, Astrophoto, Sky Map, Articles and images